# Bad Azz
Bad Azz, pseudonimo di Jamarr Antonio Stamps (Long Beach, 27 novembre 1975 – Riverside, 11 novembre 2019), è stato un rapper statunitense, tra i membri fondatori del Tha Dogg Pound Gangsta Clique, conosciuto anche come DPGC.
Rapper West Coast, è stato tra i membri originari della LBC Crew assieme a Techniec e Lil C-Style. I suoi primi due album hanno riscosso un discreto successo commerciale. Tra i più popolari MC di Los Angeles, ha collaborato con alcuni degli esponenti più in vista del genere tra cui 2Pac, Warren G e Snoop Dogg.

## Biografia
Nato ad Hawaiian Gardens, presso Long Beach, Bad crebbe con la madre ed il patrigno; più tardi si spostò a Long Beach per frequentare le scuole superiori alla Woodrow Wilson Classical High School, prima di essere espulso per pessimo comportamento. Dopo l'espulsione dalla Wilson, Bad Azz cominciò a vendere narcotici per far soldi. Descriverà successivamente questa sua esperienza come spinta non dalla necessità ma dal desiderare qualcosa di più:
Fu in questo periodo che Bad Azz incontrò Snoop Dogg al V.I.P. Record Store di Long Beach, cosa che gli permise di vedere con rinnovato entusiasmo la strada del rap, anche come possibile carriera.
Ciò lo portò a firmare per la Doggystyle/Death Row di Snoop, un'etichetta collegata alla Death Row, e ad entrare per un breve periodo nella LBC Crew. Dopo l'abbandono della Doggystyle, Bad Azz partecipò a diverse collaborazioni, fino a pubblicare il suo primo album solista Word on tha Street, con Priority Records, nel 1998. Bad Azz era inoltre conosciuto per consumare quantità elevate di cannabis.
Arrestato per violenza domestica l'8 novembre 2019, è morto in carcere qualche giorno dopo, poco prima del suo 44º compleanno.

## Discografia
Album in studio
- 1998 – Word on Tha Street
- 2001 – Personal Business
- 2003 – Money Run
- 2003 – Executive Decision

Album collaborativi
- 2009 – Thug Pound (con Bizzy Bone)
- 2011 – Haven't You Heard

Mixtape
- 2010 – I'm Baaack and I Ain't Went Nowhere (con DJ Age)
- 2012 – I'm Baaack and I Ain't Went Nowhere 2 (con DJ Age)